# 达夫妮·杜穆里埃
达夫妮·杜穆里埃女爵士，布朗宁爵士夫人，DBE（Dame Daphne du Maurier, Lady Browning，1907年5月13日—1989年4月19日），一译达夫妮·杜莫里哀，英国小说家、剧作家。
杜穆里埃的小说多以故乡康沃尔郡的海岸为地点，情节曲折，扣人心弦，代表作品有《蝴蝶梦》和《牙买加客栈》。她的多部作品都被改编为电影，当中包括《蝴蝶梦》、《牙买加客栈》两部小说和《鸟》、《威尼斯癡魂》两个短篇故事。前三部电影都由亞弗列·希治閣执导，而最后一部电影则由尼古拉斯·罗伊格执导。

## 早年
杜穆里埃的祖父乔治·杜穆里埃（George du Maurier）是漫画家和小说家，作品主要发表在《笨拙》（Punch）杂志。同时间，他也是一个作家，创作了小说《特里尔比》（Trilby）。这部小说中的角色斯文加利（Svengali）成了摆布作家、演员的邪恶人物的代名词。杜穆里埃的父亲杰拉尔德·杜穆里埃爵士（Sir Gerald du Maurier）是英国著名演员和剧院经理，而她的母亲缪丽尔·博蒙特（Muriel Beaumont）则是演员。杜穆里埃是家中的二女，她的姐姐安杰拉（Angela）后来与她一样成为了作家，而她的妹妹珍妮（Jeanne）则做了画家。
杜穆里埃的家庭背景对她在文坛建立事业大有裨益。她早年部分的作品，就刊登于《旁观者》（Bystander）杂志。这份杂志的编辑是她母亲的舅父威廉·科明斯·博蒙特（William Comyns Beaumont）。她的第一部小说《可爱的精神》（The Loving Spirit）出版于1931年。杜穆里埃也是路維林·戴維斯兄弟（Llewelyn Davies boys）的表妹。J·M·巴里创作彼得潘的灵感就来自路維林·戴維斯兄弟。因为父亲的职业的缘故，她在童年时就见过许多剧院明星。据说她在见到塔卢拉赫·班克黑德（Tallulah Bankhead）时说，班克黑德是她见过的人之中最美丽的一个。

## 小说
大部分人认为她的最佳作品是多次改编为戏剧和电影的小说《蝴蝶梦》（Rebecca）或译作《丽贝卡》。1938年她凭借这部小说赢得了美國國家圖書獎。
她的其他重要作品包括《替罪羊》（The Scapegoat）、《河滨的房子》（The House on the Strand）和《征西大将军》（The King's General），这部作品设定于第一次英国内战（First English Civil War）和第二次英国内战（Second English Civil War）期间。作品以康沃尔郡的保皇派（Royalist）的视角看待历史，不过观点仍然相当中肯。
杜穆里埃的小说《玛丽·安妮》（Mary Anne）是关于她曾祖母玛丽·安妮·克拉克（Mary Anne Clarke）生平的虚构化作品。玛丽·安妮·克拉克在1803年后，担任了约克及奥尔巴尼公爵弗雷德里克王子的情妇五年。她最后一部小说的中心人物是一个年老的古怪女演员。这个人物的原型是葛楚德·勞倫斯（Gertrude Lawrence）和格拉迪斯·库珀（Gladys Cooper）。
创作短篇故事给予了她让自己的想象力脱缰的机会。《鸟》、《威尼斯痴魂》、The Apple Tree和The Blue Lenses等经过她精工雕琢的短篇故事令读者感到震惊。正如为她作传的玛格丽特·福斯特（Margaret Forster）所言，她的作品符合通俗小说的标准，但又符合“真正文学作品”的要求。她的作品读起来像经典的恐怖悬疑小说，但却有触动人心的角色、意象和启发意义。她的作品是通俗变成艺术的边缘案例。
她最后的两部小说揭示了她的文风已经发展到了怎样的地步。河滨的房子将“精神时间旅行”、14世纪康沃尔郡的戀愛故事和精神药物等不同元素结合在一起。而她在越南战争结束后创作的《统治吧，不列颠》（Rule Britannia）则显示出英国及康沃尔郡居民对美国霸权的不满。
近期学者发现了杜穆里埃一些已被世人遗忘的短篇故事。世人由此可见观察到作者的过去。其中一篇短篇故事The Doll，是一个由悬念推动剧情发展的哥特故事。作者的儿子称这个故事相当前卫。杜穆里埃当时或许急于让读者和亲朋接受她大胆的新文风。2006年末，有人发现了此前不为人知的杜穆里埃作品And His Letters Grew Colder。

## 戏剧
杜穆里埃创作了三部戏剧，第一部戏剧改编自《蝴蝶梦》，在1940年3月5日于伦敦皇后剧院首演，由喬治·迪瓦恩担任导演，茜莉娅·强森（Celia Johnson）和欧文·内尔斯（Owen Nares）饰演德温特夫妇（De Winters），玛格丽特·拉瑟福德（Margaret Rutherford）饰演丹佛斯夫人（Mrs. Danvers）。五月末，皇后剧院上演了181场蝴蝶梦后，蝴蝶梦改在诺韦洛剧院（Novello Theatre）演出。德温特夫人和丹弗斯夫人分别改由吉尔·弗斯（Jill Furse）和玛丽·梅瑞爾（Mary Merrall）。诺韦洛剧院又上演了176场蝴蝶梦。
1943年夏，她开始创作一部近乎自传的戏剧《数年之间》（The Years Between）。剧情是一个被人认定阵亡的军官出人意料地返国，发现自己在下院的席位已经被妻子补上，而妻子和农场主开始了一段戀情。1944年，曼彻斯特歌剧院（Manchester Opera House）首先上演了这部戏剧。1945年1月10日，伦敦溫德姆劇院（Wyndham's Theatre）又上演了同一部戏剧。主演的是诺拉·斯威本（Nora Swinburne）和克莱芙·布鲁克（Clive Brook）。这部由艾琳·亨彻尔（Irene Hentschel）执导的戏剧上演的时间相当长，总共演出了617次。60年后，伦敦橙树剧院（Orange Tree Theatre）再度上演同一戏剧，由Karen Ascoe和马克·坦迪（Mark Tandy）主演。
她的第三部戏剧《九月的潮汐》（September Tide）更为知名。故事讲述了中年妇人和她身为波希米亚艺术家的女婿的恋情。戏剧的中心人物丝苔拉（Stella），是以艾倫·道布尔迪（Ellen Doubleday）为原型进行改编。1948年12月15日，这部戏剧在奥德维奇剧院（Aldwych Theatre）上演。艾琳·亨彻尔再度担任导演。丝苔拉由葛楚德·勞倫斯饰演。杜穆里埃和勞倫斯也由此成为好友。自此以后，《九月的潮汐》重新上演了几次，最近一次在1994年于伦敦喜剧剧院（Comedy Theatre）上演。苏珊娜·约克饰演丝苔拉，Michael Praed饰演前者的女婿。

## 传记
夏綠蒂·勃朗特的《简·爱》对她的影响极深。世人可以在她为勃朗特姊妹的兄弟勃兰威尔·勃朗特（Branwell Brontë）创作的传记《勃兰威尔·勃朗特的彼岸世界》（The Infernal World of Branwell Brontë）中看出她对勃朗特三姊妹的热情。杜穆里埃在晚年创作了一些非虚构文学，当中包括几部传记。她这样做无疑是为了深植于心中的希望：像住在她家附近的历史学家、散文作家A·L·劳斯（A.L. Rowse）一样，成为一个严肃作家。杜穆里埃撰写传记，也是出于对家史的兴趣。记载她父亲生平的传记Gerald最多正面评价的一部。后来她撰写The Glass-Blowers，作品以她生活在法国大革命时期的祖先为题材。《杜穆里埃家族》（The du Mauriers）是前者的后传，讲述了家族由法国移民英国的经过。

## 改编电影
《蝴蝶梦》的改编电影获得了巨大成功，获得了1941年的奥斯卡最佳影片奖。杜穆里埃被改编为电影的小说，除蝴蝶梦外，还有《牙买加客栈》（Jamaica Inn）、《法国人的港湾》（Frenchman's Creek）、《饥饿的山庄》（Hungry Hill）和《浮生梦》（My Cousin Rachel）。亞弗列·希治閣的《鳥》和尼古拉斯·罗伊格（Nicolas Roeg）的《威尼斯痴魂》（Don't Look Now）都是改编自她的短篇故事。她经常称只喜爱《蝴蝶梦》和《威尼斯痴魂》这两部改编她作品的电影。她认为奥丽维亚·德哈维兰在《浮生梦》的改编电影中饰演女主角瑞秋（Rachel）并不合适，与这部电影相比，法国人的港湾的改编电影拍摄得更加好。她也因为自己选了亚历克·吉尼斯饰演替罪羊的改编电影的主角而感到后悔。

## 逝世及评价
杜穆里埃在81岁时，于康沃尔郡的宅邸逝世。她的骨灰在她的遗体火化后撒在Kilmarth。
杜穆里埃经常被列为“浪漫小说作家”，不过她本人并不同意这一说法。她大部分的小说，除法国人的小湾外，体裁都和喬潔·黑爾、芭芭拉·卡特蘭小说的体裁不同。杜穆里埃的小说很少有快乐结局，而且她的浪漫主义带有暗示和超自然成分。因此，她和她所推崇的威尔基·柯林斯等奇情小说（Sensation novel）作家有更多共同之处。
有时文学评论家会批评杜穆里埃的作品在知识方面不够份量，不如乔治·艾略特或艾瑞斯·梅鐸的作品。20世纪50年代，愤怒的青年风行一时，她的作品在部分人眼中显得过时。今日，她受到重新审视，成为了一流的故事家，懸疑文学的领军人物。众人对她建立地方感的能力推崇备至，而她的作品至今仍然在世界各地广为流传，并且经久不衰。她是图书馆在近几十年内最受欢迎的借出图书作者。

## 头衔及荣誉
她在1907年至1932年间称为弗雷德里克·布朗宁夫人（Mrs. Frederick Browning）。布朗宁获封为爵士后，她称为布朗宁爵士夫人（Lady Browning）。1969年，她名列元旦授勋名单，获得大英帝国爵级司令勋章（Dame Commander of the Order of the British Empire，DBE）。她的头衔也因此改为布朗宁爵士夫人达夫妮·杜穆里埃女爵士，DBE（Dame Daphne du Maurier, Lady Browning）。
她接受了勋章，不过从未使用女爵士头衔。据玛格丽特·福斯特记载，她未曾向人透露这一消息，就连她的子女也是从报纸得知母亲获封为女爵士的新闻。

## 被指抄袭
《蝴蝶梦》在巴西出版后，评论家álvaro Lins和一些读者指出杜穆里埃的作品和当地女作家卡罗琳娜·纳布科（Carolina Nabuco）在1934年出版的《继承者》（A Sucessora）作品有很多相似之处。比如说，纳布科作品的主要剧情都是一个年轻女子嫁给一个鰥夫，并且发现丈夫已经逝去的前妻处处存在。妮娜·奧爾巴赫（Nina Auerbach）在著作中声称杜穆里埃在《继承者》一书出版前，就读了该书的草稿，并且依照这部小说写出了自己最畅销的作品。
《纽约时报书评》（The New York Times Book Review）注意到这一争议，仔细比对了两部小说。纳布科回忆称，《蝴蝶梦》的电影版在巴西上映时，联美要求她签署文件声明两部小说雷同实属巧合。不过她拒绝了联美的请求。杜穆里埃称她并无抄袭纳布科的作品。她的出版商也发表了类似的声明，并且说《蝴蝶梦》的情节十分常见。按照纳布科的说法，她不但抄袭主要剧情，就连环境和对话也一并抄袭。
作家弗兰克·贝克（Frank Baker）也认为，杜穆里埃的短篇故事抄袭了他在1936年出版的同名小说。贝克当时的出版商雇佣了杜穆里埃首先阅读手抄本。1963年，《鸟》的电影版上映时，贝克曾考虑控诉环球影业，不过最终作罢。
有人指出，她1959年的短篇故事Ganymede和托马斯·曼1912年的《威尼斯之死》也有相像之处。

## 个人生活
1932年她嫁給陆军少校弗雷德里克·布朗宁。两人婚后育有三名子女：
- 泰莎（Tessa，1933年 - ）
- 弗莱维娅（Flavia，1937年 - ）
- 克里斯蒂安（Christian，1940年 - ）

传记作家指出，杜穆里埃和布朗宁的婚姻关系有时会变得冷淡。对她的子女，尤其是泰莎和弗莱维娅而言，她沉浸于写作时有些冷漠。1965年，她在丈夫逝世后迁居Kilmarth。
杜穆里埃甚少在公众场合出现，或者是发表评论。例外是她在《夺桥遗恨》上映后，出面批评电影，称她丈夫在电影当中的形象并不恰当。她在全国报纸中写道，这是不可原谅的错误。在私下里，不少人都称她是Menabilly热情幽默的女主人。
杜穆里埃是康沃尔郡压力团体康沃尔之子的成员。

## 出版作品

### 小说
- 可爱的精神 （The Loving Spirit，1931年）
- I'll Never Be Young Again （1932年）
- The Progress of Julius （1933年）
- 牙买加客栈 （Jamaica Inn，1936年）
- 蝴蝶梦 （Rebecca，1938年）
- 蝴蝶梦 （Rebecca，1940年）
- Happy Christmas （1940年）
- Come Wind, Come Weather （1940年）
- 法国人的港湾 （Frenchman's Creek，1941年）
- 饥饿的山庄 （Hungry Hill，1943年）
- 数年之间 （The Years Between，1945年）
- 征西大将军 （The King's General，1946年）
- 九月的潮汐 （September Tide，1948年）
- The Parasites （1949年）
- 浮生梦 （My Cousin Rachel，1951年）
- The Apple Tree （1952年）
- 玛丽·安妮 （Mary Anne，1954年）
- 替罪羊 （The Scapegoat，1957年）
- Early Stories （1959年）[21]
- The Breaking Point （1959年）
- Castle Dor （1961年）[22]
- The Birds and Other Stories （1963年）[23]
- The Glass-Blowers （1963年）
- The Flight of the Falcon （1965年）
- 河滨的房子 （The House on the Strand，1969年）
- Not After Midnight (1971)[24]
- 统治吧，不列颠 （Rule Britannia，1972年）
- The Rendezvous and Other Stories （1980年）

### 非小说
- Gerald:  A Portrait （1934年）
- 杜穆里埃家族 （The du Mauriers，1937年）
- The Young George du Maurier: a selection of his letters 1860–67 （1951年）
- 勃兰威尔·勃朗特的彼岸世界 （The Infernal World of Branwell Brontë，1960年）
- Vanishing Cornwall （1967年）
- Golden Lads:  Sir Francis Bacon, Anthony Bacon and their Friends （1975年）
- The Winding Stair:  Francis Bacon, His Rise and Fall （1976年）
- Growing Pains – the Shaping of a Writer （1977年）
- Enchanted Cornwall （1989年）

### 翻译
- 饥饿的山庄 （Hungry Hill，1943年）

## 有关网站及书籍
- Kelly, Richard. . Boston: Twayne. 1987. ISBN 0-8057-6931-5.
- Obituary in The Independent 21 April 1989
- Dictionary of National Biography, Oxford University Press, London, 1887– : Du Maurier, Dame Daphne (1907–1989); Browning, Sir Frederick Arthur Montague (1896–1965); Frederick, Prince, Duke of York and Albany (1763–1827); Clarke, Mary Anne (1776?–1852).
- Du Maurier, Daphne, Mary Anne, Victor Gollancz Ltd, London, 1954.